# Giuseppe Corrias (1811-1890)
Giuseppe Corrias (Oristano, 1811 – Oristano, 18 ottobre 1890) è stato un politico italiano.

## Biografia
Fu Deputato del Regno di Sardegna in tre legislature, e a seguire fu Deputato del Regno d'Italia per una.